# Louis d'Aguillon
Pour les articles homonymes, voir Aguillon.
Ne doit pas être confondu avec Louis Aguillon (ingénieur).
Louis d'Aguillon, né à Toulon le 28 janvier 1725 et décédé à Londres en 1812, est un ingénieur militaire et général français, au corps royal du génie.

## Biographie

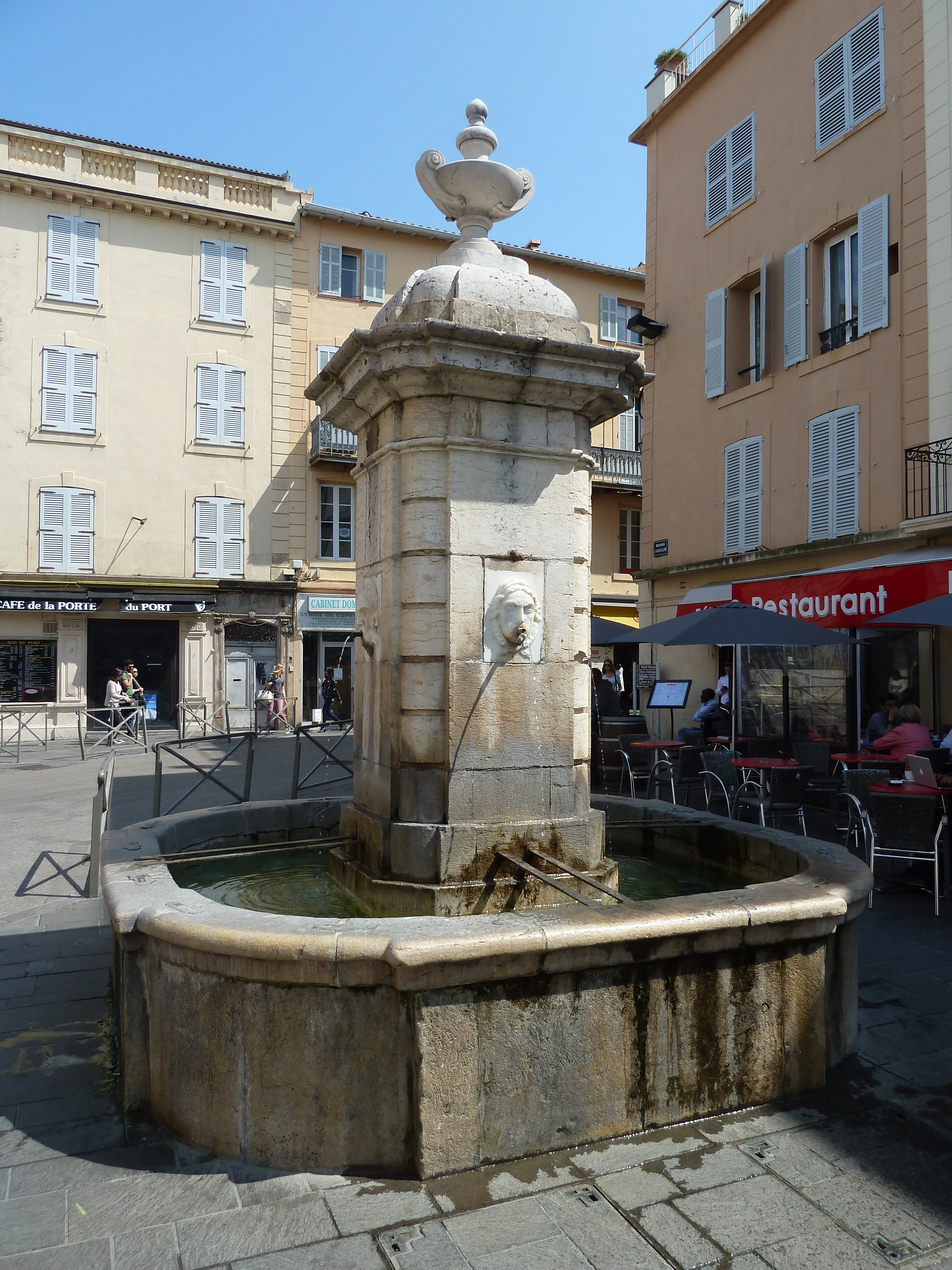
La fontaine du boulevard d'Aguillon à Antibes

Bien qu'issu d'une famille non noble, Aguillon montra très jeune un intérêt pour la chose militaire. Il ne pouvait donc compenser ce handicap pour sa carrière que par le mérite. Afin de suivre son professeur de mathématiques jésuite nommé aumônier sur le Borée voguant vers Constantinople, il se fit enrôler à bord comme pilotin surnuméraire le 25 août 1742. 
En 1744, il fut admis avec succès à l'École royale du génie de Mézières. Après avoir subi les épreuves menant au brevet d'ingénieur, il fut nommé lieutenant à Strasbourg. En 1759, il fut nommé capitaine et en 1777 il fut nommé ingénieur en chef à Antibes avec le titre de brigadier des armées du Roi. En 1786, il prit la charge de la brigade principale de Bastia et le 9 mars 1788, il fut promu maréchal de camp. 
En novembre 1750, Louis XV décerne par édit des titres de noblesse à tous les officiers généraux non nobles; Louis est donc affublé dès sa nomination de brigadier (colonel) d'un particule : d'Aguillon. Il réussit à désensabler le Var et le rendre navigable. Il fait renaître l'aqueduc romain de Fontvieille qui va approvisionner la place d'Antibes en eau. 
D'Aguillon allait être rattrapé par la Révolution qui sévit spécialement à Toulon. Après avoir déposé sa contribution patriotique en 1789, il déposa en 1792 sa croix de Saint-Louis. En mai 1793, il fut enfermé au fort Lamalgue jusqu'à la fin de ce mois. d'Aguillon devint brièvement commandant de ce fort aux mains des royalistes mais démissionna en août et le 28 août, les Anglais entrèrent dans le fort de Toulon pour le compte du Roi. Lorsque Toulon fut repris par les Français, d'Aguillon dut fuir en Angleterre, où il écrivit ses Mémoires et mourut en 1812.

## Généalogie
- Louis d'Aguillon est le fils de Pierre-François-César Aguillon (°Toulon, 1696), trésorier provincial de Marine et Paule Lajard, dont dix enfants, parmi lesquels:
  - Louis Aguillon ;
    - son unique fille épousa un gentilhomme flamand, M. de Madre ;

  - Étienne, qui devient capitaine de marine ;
  - Gabriel (+1827), avocat au Parlement de Provence, puis magistrat et enfin président de la Cour Royale d'Aix ;
  - Joseph, commerçant ;
  - François, ingénieur civil chargé e.a. de l'approfondissement du port de Toulon (1744) ;
    - son fils Alexandre fut député du Var.

## Sources
- Octave Teissier, Biographie de Louis d'Aguillon, 1858